# Alfons Wetter
Alfons Wetter (* 1894; † 1958) war ein deutscher Richter und Senatspräsident beim Bundesfinanzhof.

## Leben
Alfons Wetter studierte Rechtswissenschaften an der Eberhard Karls Universität Tübingen. 1956 wurde er zum Senatspräsidenten beim Bundesfinanzhof ernannt.
Er war Mitinhaber des Fachverlag für Wirtschafts- und Steuerrecht Schäffer & Co. aus dem 1992 der C. E. Poeschel Verlag hervorging.
Er war Mitglied der katholischen Studentenverbindung AV Guestfalia Tübingen im CV und Vater des späteren CDU-Politikers Peter Wetter.

## Schriften
- Fachkommentare der neuen Steuergesetze in Kurzfassung. Fachverlag für Wirtschafts- u. Steuerrecht, Stuttgart 1935.
- Erste Hilfe durch das Sofortprogramm des Lastenausgleichs. Fachverlag für Wirtschafts- u. Steuerrecht, Stuttgart 1948 (zusammen mit Paul Binder).
- Die Währungsreform: Gesetze zur Neuordnung des Geldwesens und der Steuern: Währungsgesetz, Emissionsgesetz, Umstellungsgesetz und Steuerreformgesetz mit Ergänzungs- u. Durchführungsbestimmungen. 8. Bände, Fachverlag für Wirtschafts- u. Steuerrecht, Stuttgart 1948/1949 (zusammen mit Paul Binder, Hermann Reinbothe, Heinz Beyer).
- Leitsatzkartei der Rechtsprechung des Bundesfinanzhofs. 28 Publikationen, Fachverlag für Wirtschafts- u. Steuerrecht, Stuttgart 1963 ff. (zusammen mit Kurt Barske).